# Abbotsford Heat
Abbotsford Heat är ett ishockeylag i den amerikanska farmarligan AHL. Laget är sedan säsongen 2009/2010 placerat i Abbotsford, British Columbia. Tidigare höll de hemma i Moline, Illinois under namnet Quad City Flames. Heat är farmarlag till Calgary Flames i NHL.

## Historia
- 1987-1993 - Utica Devils
- 1993-2003 - Saint John Flames
- 2005-2007 - Omaha Ak-Sar-Ben Knights
- 2007-2009 - Quad City Flames